# Spomenik 26 smrznutih partizana
Spomenik „26 smrznutih partizana“ na Matić poljani (Gorski kotar) je spomen-područje uređeno u čast 26 boraca Druge brigade Trinaeste primorsko-goranske divizije NOVJ, koji su se zbog ekstremno niskih temperatura smrznuli tokom marša u noći s 19. na 20. veljače 1944. godine. Autor spomen-područja je arhitekt Zdenko Sila.
Druga brigada Trinaeste primorsko-goranske divizije probijala se s područja Drežnice preko Jasenka i Mrkoplja na maršu dugom 52 kilometra. Tijekom noći s 19. na 20. veljače 1944, zbog nepovoljnih vremenskih uvjeta i ekstremno niskih temperatura tijekom marša je od ozeblina preminulo 26 partizana; 150 ostalih je preživjelo noć, ali s trajnim posljedicama od ozeblina. Velik dio njih je kasnije umro u stacionarima i bolnicama od posljedica hladnoće i smrzavanja.
Spomenik se sastoji od 26 stupova od grubo obrađenog kamena vapnenca, koji simboliziraju 26 smrznutih partizana. Autor je za izgled spomenika dobio inspiraciju na obližnjim poljanama po kojima je razasuto kamenje koje se izdiže iz travnate površine. Od 1962. godine se svake godine na tom mjestu održava Memorijal 26 smrznutih partizana, koji je 2004. godine preimenovan u Memorijal mira.

## Unutarnje poveznice
- Igmanski marš